# Донская область
Донска́я область — административная единица на территории Российской Советской Федеративной Социалистической Республики, существовавшая с 20 марта 1920 года по 13 февраля 1924 года.
Административный центр — город Ростов-на-Дону.

## История
Возникла из части территории бывшей области Войска Донского. С 13 февраля 1924 года в период районирования на территории РСФСР была образована Юго-Восточная область, в состав которой вошли: Донская область, а также Кубано-Черноморская область, Ставропольская, Терская губернии и город Грозный.

## Административное деление
По данным на начало 1921 года делилась на 1 округ (Донецкий) и 7 уездов (1-й Донской, 2-й Донской, Ростовский, Сальский, Усть-Медведицкий, Хопёрский (Верхне-Донской) и Черкасский).
По данным издания «Губернии и уезды Р. С. Ф. С. Р. по данным к 1-му марта 1921 г.» административно-территориальное деление Донской области подразделялось на: Донецкий округ, Первый Донской уезд, Второй Донской уезд, Ростовский уезд, Сальский уезд, Усть-Медведицкий уезд, Хопёрский (Верхне-Донской) уезд, Черкасский уезд. Центр — Ростов.
По данным на начало 1924 года делилась на 7 округов: Донецкий, Донской, Морозовский, Сальский, Северо-Донской, Таганрогский, Шахтинско-Донецкий.